# Jessica Tandy
Jessica Tandy (født Jessie Alice Tandy 7. juni 1909, død 11. september 1994) var en engelsk teater-, tv- og filmskuespiller.

## Karriere
Jessica Tandy fik sin professionelle debut i hjemlandet i en alder af 16 år og optrådte i New York for første gang, da hun var 21 år.
Tandy spillede Blanche i opsætningen på Broadway i 1947 af Tennessee Williams' skuespil Omstigning til Paradis, som hun modtog en Tony for. Hun vandt en Tony mere i 1974, denne gang for sin rolle i The Gin Game.
Tandy fik filmdebut i 1932. Hendes filmroller har været få, men mindeværdige. Hun fik sit gennembrud i en høj alder - i 1990 blev hun tildelt en Oscar for bedste kvindelige hovedrolle for sin rolle i filmen Driving Miss Daisy i en alder af 80 år. Hun er den ældste skuespiller, der nogensinde har vundet en Oscar.

## Privatliv
I årene 1932-1940 var hun gift med den britiske skuespiller Jack Hawkins. Hun blev gift igen i 1942 med skuespilleren Hume Cronyn; de to optrådte ofte som par på Broadway og medvirkede sammen i flere film. Ægteskabet varede til hendes død i 1994.

## Filmografi
- 1932 – The Indiscretions of Eve
- 1946 –  De grønne år
- 1947 –  Amber altid Amber
- 1951 –  Rommel - ørkenræven
- 1956-58 – Alfred Hitchcock Presents (TV-serie)
- 1963 – Fuglene
- 1982 – Verden ifølge Garp
- 1984 – Kvinderne fra Boston
- 1985 – Cocoon
- 1988 –  Mistænkt
- 1988 –  Cocoon: The Return
- 1989 – Driving Miss Daisy
- 1991 – Stegte grønne tomater
- 1994 – Camilla